# Brombach (Haundorf)
Brombach ist ein Gemeindeteil der Gemeinde Haundorf im Landkreis Weißenburg-Gunzenhausen (Mittelfranken, Bayern). Brombach liegt in der Gemarkung Gräfensteinberg.

## Geografische Lage
Das Kirchdorf liegt im Fränkischen Seenland südlich von Gräfensteinberg auf etwa 439 m ü. NHN wenig östlich des nicht sehr prominenten Kammerbergs (460,1 m ü. NHN), über den aber die Europäische Hauptwasserscheide zwischen dem Bachsystem der zur Donau fließenden Altmühl jenseits und dem des letztlich zum Rhein entwässernden Brombachs läuft, der dem Dorf den Namen gab. Dieser Bach entspringt etwa einen Kilometer nordwestlich, speist einige Teiche und durchläuft ihn dann ostwärts; zweihundert Meter nach der Ortsgrenze passiert er die Kläranlage. Nach dem Brombach sind auch der Kleine und der Große Brombachsee benannt, die er weiter abwärts durchläuft. Weniger als 500 Meter südöstlich des Ortsrandes entsteht sein erster bedeutender Zufluss Reutbach im weiten Gräfensteinberger Wald, welcher die Flur des Ortes im Süden eng begrenzt. Die Felder des Ortes liegen deshalb vor allem nördlich am zunächst flachen Anstieg zum Wolfsberg, der seine größte Höhe mit über 510 m ü. NHN erst im genannten Nachbarort erreicht, während der Ort Brombach selbst überwiegend am rechten Ufer des Dorfbaches liegt. Am südwestlichen Dorfrand liegt vor dem Gräfensteinberger Wald eine noch betriebene Sandgrube, am nordöstlichen eine aufgelassene.

## Geschichte
Laut dem Salbuch der Deutschordenskommende Nürnberg aus dem Jahr 1343 gehörten dem Stadtvogteiamt Eschenbach in Brombach „1 Hube, 3 Lehen und Gülten“.
Der Ort war bis zur Gemeindegebietsreform in Bayern, die am 1. Juli 1972 in Kraft trat, ein Gemeindeteil von Gräfensteinberg im ehemaligen Landkreis Gunzenhausen.

### Baudenkmal
In der Dorfmitte nahe der zentralen Straßengabelung befindet sich die evangelische Filialkirche St. Johannis Baptist. Die Kirche ist dreiachsig, enthält eine Statue des Heiligen Veit aus dem Jahre 1490 und trägt einen Dachreiter mit Helm. Die Vorgängerkirche wurde im Dreißigjährigen Krieg zerstört, weshalb man von 1752 bis 1754 die heutige Kirche baute. Bei einer Renovierung von 1979 bis 1982 wurde die Nordempore abgebaut und die Kanzel vom Altar entfernt. Der Altar erhielt ein Bild der Taufe Jesu von 1984.

## Verkehr
Gemeindeverbindungsstraßen führen nach Gräfensteinberg im Norden, Röthenhof im Osten und südwestlich zur B 466 jenseits des Gräfensteinberger Waldes.